# Al-Mahbula
al-Mahbula (arabiska: اَلْمَهْبُولَة) är ett distrikt (mintaqa) i Kuwait. Det ligger i provinsen al-Ahmadi, i den sydöstra delen av landet, 29 km sydost om huvudstaden Kuwait. al-Mahbula hade 18 178 invånare 2012.
Närmaste större samhälle är al-Ahmadi, 9 km sydväst om al-Mahbula.